# Ianthocincla
Ianthocincla là một chi chim sẻ trong họ Leiothrichidae.

## Loài
Chi này có các loài: Tên của chi kết hợp Tiếng Hy Lạp cổ đại, là ionthos  "tóc trẻ" hoặc "xuống" với tiếng Latin mới cinclus "kim oanh". Các loài hiện được đặt trong chi này trước đây đã được gán cho chi Garrulax nhưng sau khi xuất bản một nghiên cứu phát sinh chủng loại phân tử vào năm 2018, Garrulax đã bị tách ra và một số của các loài đã được chuyển đến chi hồi sinh Ianthocincla.
- Ianthocincla ocellata (Vigors, 1831)
- Ianthocincla maxima (Verreaux, J, 1871)
- Ianthocincla lunulata Verreaux, J, 1871
- Ianthocincla bieti Oustalet, 1897
- Ianthocincla sukatschewi (Berezowski & Bianchi, 1891)
- Ianthocincla cineracea (Godwin-Austen, 1874)
- Ianthocincla rufogularis Gould, 1835
- Ianthocincla konkakinhensis (Eames, JC & Eames, C, 2001)